# Скалистый попугай
Скалистый попугай (лат. Cyanoliseus patagonus) — птица семейства попугаевых. Единственный вид рода.

## Внешний вид
Длина тела 45 см, хвоста 24 см. Основная окраска оливково-бурая с коричневым оттенком, на крыльях и голове — с зеленоватым оттенком. На жёлтом брюшке есть красное пятно. Грудь и горло серовато-коричневые. Самец отличается от самки несколько более крупной головой, большим клювом и более интенсивной красно-оранжевой окраской брюха.

## Распространение
Обитает в Чили, Аргентине и на юге Уругвая.

## Образ жизни
Населяют безлюдные места — травянистые пампы, скалы и прилегающие к ним леса. Питаются в основном растительной пищей, семенами культурных и диких растений, почками деревьев, фруктами, ягодами и зеленью. В зимние месяцы мигрируют в более тёплые северные области, где значительно больше корма в этот период.

## Размножение
Гнездятся в дуплах деревьев или в нишах неприступных скал. Часто они сами роют мощными клювами нору для гнезда. Иногда длина такой норы доходит до 1 м. В конце её — расширение для гнездовой камеры. В кладке 2-4 белых яйца. Насиживание длится 25 дней. Через 55-60 дней птенцы покидают гнездо.

## Содержание
Отличаются привязанностью к человеку, доверчивостью, могут научиться произносить несколько слов. Тем не менее большой популярности этот вид не приобрёл. Этих попугаев часто можно увидеть в зоопарках, у любителей — значительно реже. Причина тому — их довольно резкий и громкий голос. В Европу эти попугаи были завезены во второй половине XIX века.

## Галерея

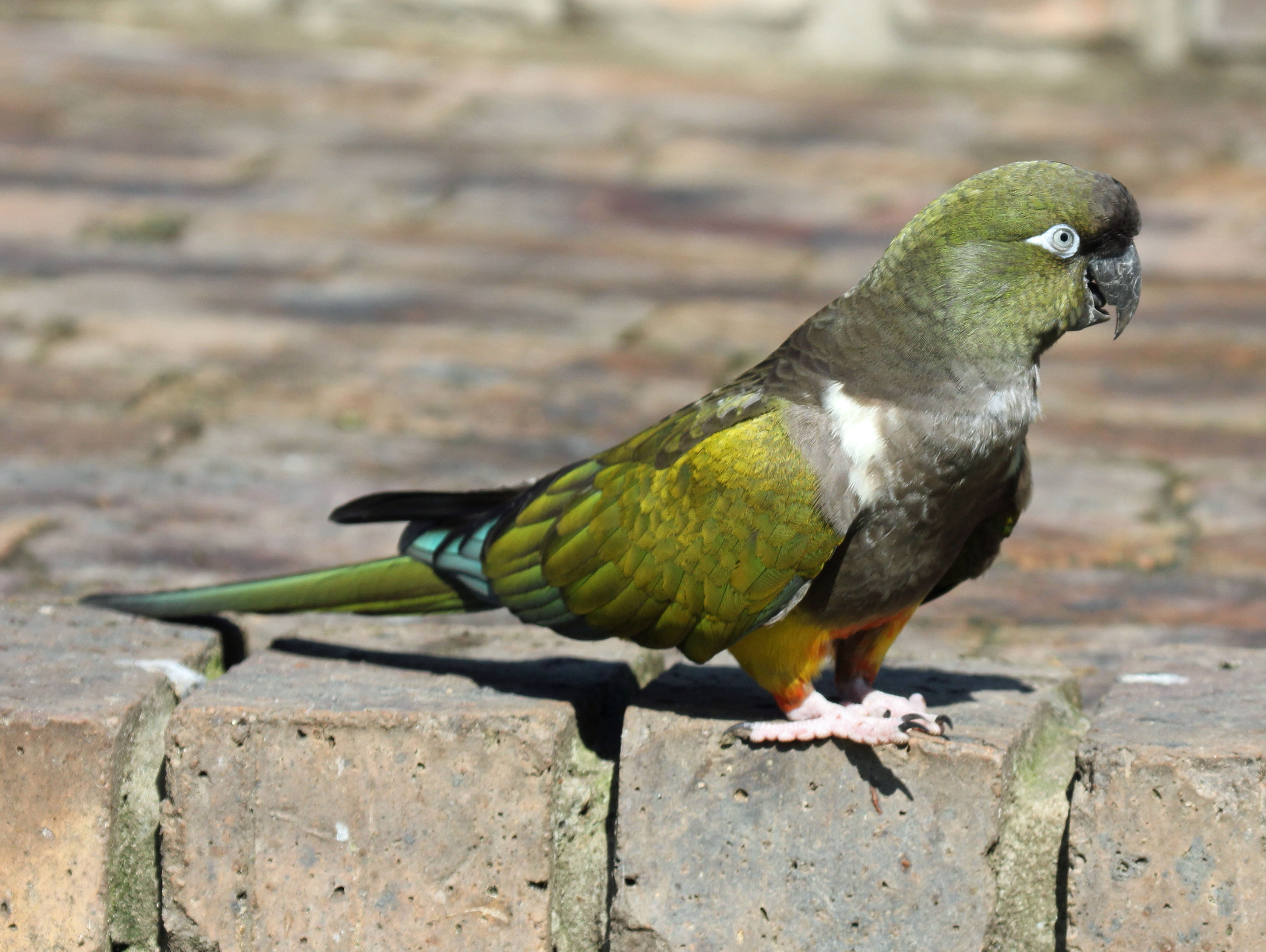
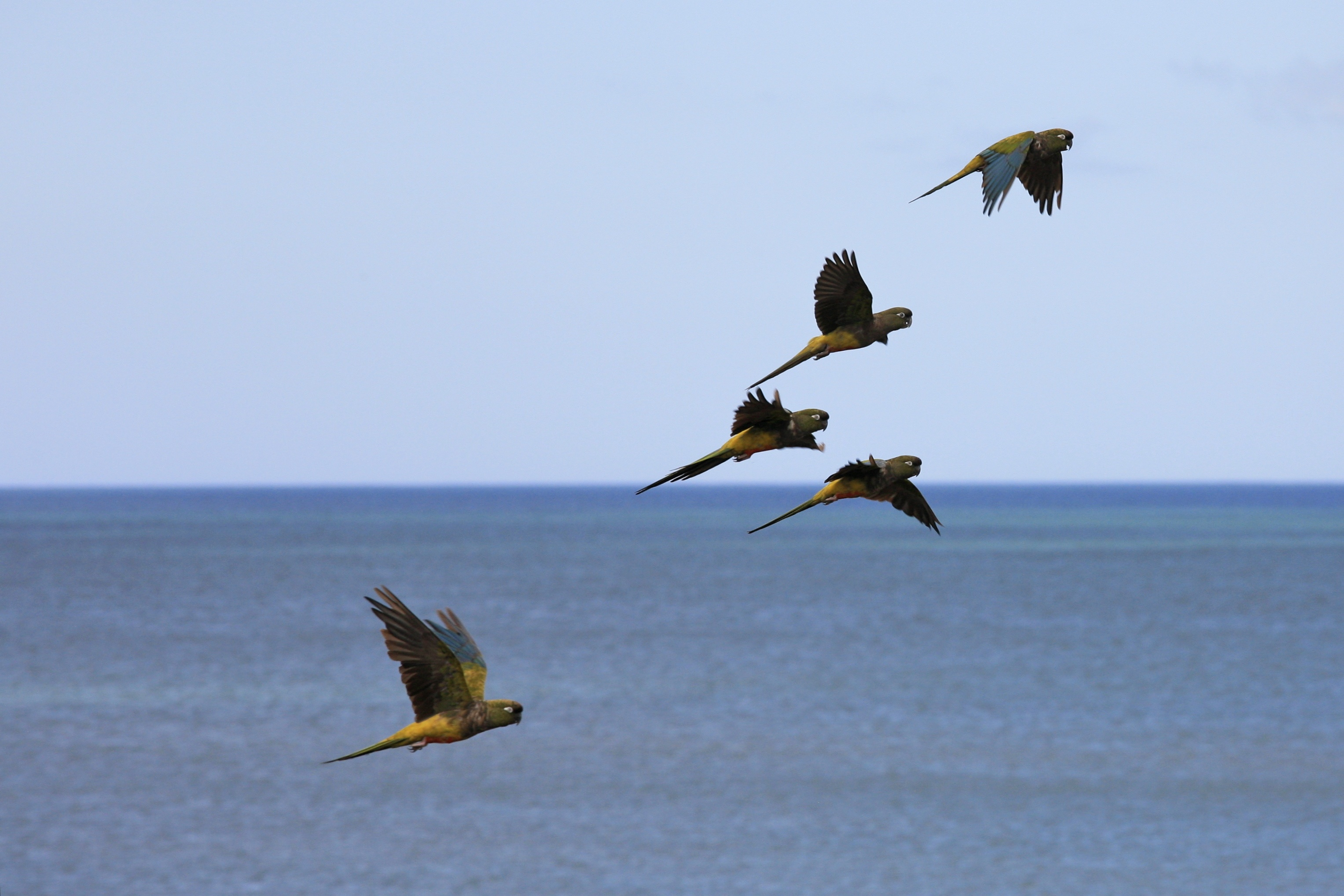
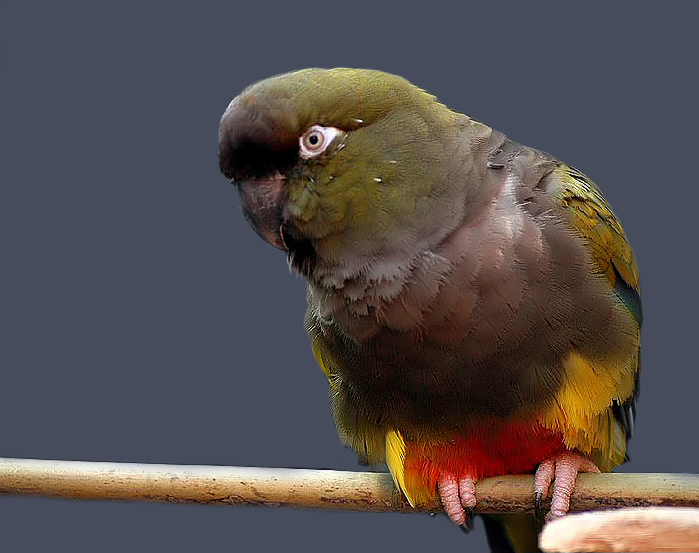

## Классификация
Вид включает 4 подвида:
- Cyanoliseus patagonus andinus Dabbene & Lillo, 1913 — обитает на северо-востоке Аргентины.
- Cyanoliseus patagonus byroni (Sclater, 1873) = Cyanoliseus patagonus bloxami Olson, 1995 — обитает в Аргентине и Чили. Ранее выделялся в самостоятельный вид — скалистый попугай, или чилийский.
- Cyanoliseus patagonus conlara Nores & Yzurieta, 1983 — обитает в Аргентине.
- Cyanoliseus patagonus patagonus (Vieillot, 1818) — обитает в Аргентине и на юге Уругвая.